# Jean-Marie Fardeau
 (avril 2017).
Si vous disposez d'ouvrages ou d'articles de référence ou si vous connaissez des sites web de qualité traitant du thème abordé ici, merci de compléter l'article en donnant les références utiles à sa vérifiabilité et en les liant à la section « Notes et références ».
Jean-Marie Fardeau est né le 10 mars 1960. Ingénieur agronome de formation, diplômé de l'École nationale supérieure agronomique de Rennes, il s'est engagé dès le début de son parcours professionnel dans le monde de la solidarité internationale. Depuis 2016, il travaille pour l'association VoxPublic sur les questions d'injustices sociales, de discriminations et de corruption en France.

## Engagement associatif et professionnel
À l'occasion d'un stage de fin d'études, il se rend au Brésil (État du Pernambouc) dans le cadre d'un projet de développement soutenu par la Cimade, grâce à son professeur de sciences du sol, Alain Ruellan. Il devient ensuite objecteur de conscience en août 1983 et effectue son service civil à la Cimade, puis devient en 1985, chargé de mission dans cette association, puis directeur du service Solidarité internationale. En 1985, il est le porte-parole du collectif Pa'Dak (Pas d'accord avec le Paris-Dakar), collectif d'associations africaines et européennes opposé au rallye Paris-Dakar. Ce collectif est soutenu par des personnalités comme René Dumont, l'abbé Pierre, Théodore Monod, Haroun Tazieff, Philippe Noiret, Danielle Mitterrand, etc.
En 1988, il devient le secrétaire national d'Agir ici pour un monde solidaire, association créée avec quelques amis engagés eux aussi dans les ONG de solidarité internationale (Agir ici a rejoint le réseau OXFAM en 2006 et est devenue Oxfam France).
Il travaille au secrétariat de la CIDSE (Coopération Internationale pour le Développement et la Solidarité), alliance de 14 ONG européennes et nord-américaines, comme responsable du plaidoyer, en 1997 et 1998. Début 1999, il rejoint le CCFD, Comité catholique contre la faim et pour le développement (devenu CCFD-Terre solidaire), en qualité de secrétaire général. Il occupe ce poste jusqu'en septembre 2007.
En septembre 2007, Jean-Marie Fardeau devient directeur France de Human Rights Watch, organisation internationale de défense des droits humains. Il en est le porte-parole en France et mène à ce titre des actions de plaidoyer vers les décideurs français au nom de l'ONG. Fin septembre 2015, il quitte ses fonctions à Human Rights Watch.
En juillet 2013, il est nommé chevalier de la Légion d'honneur qu'il refuse[réf. nécessaire].  
En 2016, aux côtés d'un groupe de personnes impliquées dans le monde associatif français, il participe à la création de l'association VoxPublic et en devient le Délégué national. VoxPublic est une association française qui a pour but "de soutenir et d’accompagner les initiatives citoyennes lorsque celles-ci visent à influencer les politiques publiques pour réduire les injustices sociales, les discriminations et les pratiques de corruption".
De 2011 à  2018, il assure aussi un cours sur le « management des ONG » dans le master « Solidarité et Action internationale » à l'Institut catholique de Paris. Il a enseigné de 2011 à 2016 le cours NGO Management à l'American Graduate School in Paris, un établissement universitaire américain à Paris. Depuis 2020, il enseigne le plaidoyer associatif au sein du Master Science des Organisations à l'université Paris-Dauphine. En 2021, il enseigne aussi à l'université Paris-Nanterre au sein du Master Métiers de l'International et Coopération.

## Parcours
- Délégué national de VoxPublic (2016- ...)
- Directeur du bureau de Paris de Human Rights Watch (2007-2015)
- Secrétaire général du CCFD-Terre solidaire (1999-2007)
- Membre du Haut Conseil pour la Coopération internationale (1999 - 2005)
- Président de la CIDSE, Coopération internationale pour le développement et la solidarité (2002-2004)
- Administrateur de Coordination SUD (1999 - 2005)
- Membre de Justice et Paix France (1995-1996)
- Secrétaire du groupe de travail du CRID sur la dette des pays du Sud (1986-1988)
- Porte parole du collectif Pa'dak (1985-1988)
- Chargé de mission puis directeur au Service solidarité internationale de la Cimade (1983-1988)

## Publications - Bibliographie
- Les conflits verts - ouvrage collectif, 1992, éd. du GRIP
- 10 pas dans le nouveau siècle, ouvrage collectif, coordonné par Stéphane Hessel, ed du Seuil, 2000
- Face à l'extrême-droite, le rôle de la société civile, Revue Projet, décembre 2016[7]
- Nombreux articles dans Le Monde[8], La Croix, Libération[9], Témoignage Chrétien, Alternatives économiques, Alternatives internationales, Faim et Développement Magazine...